# Pulo Teungoh Manyeng
Pulo Teungoh Manyeng is een bestuurslaag in het regentschap Aceh Barat van de provincie Atjeh, Indonesië. Pulo Teungoh Manyeng telt 419 inwoners (volkstelling 2010).